# Sebastián Negrón
Sebastián Negrón (15 febbraio 2001) è un pallavolista portoricano, opposto dei Plataneros de Corozal.

## Carriera

### Club
La carriera di Sebastián Negrón inizia nei tornei universitari portoricani, giocando nella Liga Atlética Interuniversitaria de Puerto Rico con la Católica. Fa il suo debutto nella pallavolo professionistica disputando la Liga de Voleibol Superior Masculino 2021 coi Cafeteros de Yauco, venendo premiato come miglior esordiente e inserito nello All-Star Team del 2023.
Dopo dopo l'inizio della Liga de Voleibol Superior Masculino 2024 viene ingaggiato dai Plataneros de Corozal.

### Nazionale
Fa parte delle selezioni giovanili portoricane, vincendo con l'Under-19 il bronzo alla Coppa panamericana 2017 e al campionato nordamericano 2018, oltre a partecipare al campionato mondiale 2017 e alla Coppa panamericana 2019; con l'Under-21 è di scena alla Coppa panamericana 2017 e al campionato mondiale 2019; con l'Under-23 partecipa invece ai I Giochi panamericani giovanili.
Nel 2021 debutta in nazionale maggiore in occasione della NORCECA Final Six. Conquista poi la medaglia di bronzo alla NORCECA Final Four 2023.

## Palmarès

### Nazionale (competizioni minori)
- Coppa panamericana under 19 2017
- Campionato nordamericano under 19 2018
- NORCECA Final Four 2023

### Premi individuali
- 2021 - Liga de Voleibol Superior Masculino: Miglior esordiente
- 2023 - Liga de Voleibol Superior Masculino: All-Star Team